# Ronaldo Cunha Dias
Ronaldo Cunha Dias (Vacaria, 20 de julho de 1951) é um cartunista brasileiro. Além de cartunista, é médico cirurgião.
Já ganhou inúmeros prêmios no país e no exterior, e hoje é um dos cartunistas brasileiros mais premiados em salões de humor. Com várias mostras coletivas e individuais, é autor de três livros: O homem que ri, Posso rir agora, doutor? e Sorria... você está em extinção. Participou de várias coletâneas, com outros autores.
A atuação como desenhista começou em 1985, quando ganhou o primeiro prêmio Revista Playboy Procura Novos Humoristas.
Desde 1995 é chargista do jornal Pioneiro, de Caxias do Sul, e colaborador do jornal Zero Hora. Publicou seus desenhos nos Estados Unidos da América, através do Cartoonist & Writers Syndicate, e na Europa, pelo Joker Feature Service. Foi convidado a participar da publicação dos oitenta anos do jornal Le canard encahainé, na França.

## Prêmios[2]
Ronaldo é um dos cartunistas brasileiros mais premiados, dentro e fora do país. Foram mais de 60 premiações, além de já ter participado como jurado do 35º Festival Internacional de Cartum de Knokee-Heist, na Bélgica.
No Brasil, ganhou os primeiros lugares em salões de humor de vários estados, sendo a última conquista alcançada na 4ª Mostra Maranhanse de Humor.
Alguns dos países pelos quais os desenhos de Ronaldo passaram foi Japão, Espanha, Bélgica, Indonésia, Turquia, Iugoslávia, França, Coreia do Sul, Croácia, Portugal  e Alemanha, conquistando reconhecimento internacional.

## Livros
- O homem que ri, Editora Tche!, 1987
- Posso rir agora, doutor?, Aldeia Sul Editora, 1995
- Sorria... você está em extinção, Editora Age, Porto Alegre, 2000 ISBN 857497028X